# Fernweh und Sehnsucht
Fernweh und Sehnsucht ist das zweite Extended-Play-Album des österreichischen Schlagersängers Freddy Quinn, das im Juli 1957 im Musiklabel Polydor (Nummer 20 266 EPH) erschien.

## Plattencover
Auf dem Plattencover ist eine blonde Frau mit fünf Möwen im Vordergrund zu sehen.

## Musik
Wer das vergisst und Heimatlos wurden von Lotar Olias und Peter Moesser geschrieben, Charlotte Chait und Günter Lex schrieben Bel Sante und Ralf Arnie und Werner Cyprys schrieben Endlose Nächte.
Die Musik von Wer das vergisst und Heimatlos auf Seite A wurde von den Horst Wende-Tanzsolisten gespielt, während die Lieder auf Seite B von Bert Kaempfert und seinem Orchester gespielt wurde.

## Singleauskopplungen
Wer das vergisst / Heimatlos erschien wie dieses Album 1957, während die Single Endlose Nächte / Bel Sante bereits im Jahr zuvor erschienen war.

## Titelliste
Das Album beinhaltet folgende vier Titel:
- Seite 1

1. Wer das vergisst
2. Heimatlos

- Seite 2

1. Bel Sante
2. Endlose Nächte

## Weitere Veröffentlichungen
Im selben Jahr kam das Album unter dem Titel Añoranzas mit spanischen Titeln (Wer das Vergisst (¿Quien la olvida?) / Heimatlos (Sin Patria) / Bel Sante / Endlose Nächte (Noches Eternas)) in Spanien heraus.